# (619) Triberga
(619) Triberga – planetoida z pasa głównego asteroid okrążająca Słońce w ciągu 4 lat i 1 dnia, w średniej odległości 2,52 j.a. Została odkryta 22 października 1906 roku w Landessternwarte Heidelberg-Königstuhl w Heidelbergu przez Augusta Kopffa. Nazwa planetoidy pochodzi od miejscowości Triberg im Schwarzwald w Niemczech. Przed jej nadaniem planetoida nosiła oznaczenie tymczasowe (619) 1906 WC.